# Stefan Koza
Stefan Koza (ur. 2 października 1913 w Skowieszynie, zm. grudzień 1986 na wyspie Iki) – franciszkanin, misjonarz. Wstąpił do zakonu franciszkanów konwentualnych w Niepokalanowie, skąd wysłany został na studia we Lwowie, po ukończeniu których w roku 1937 przyjął święcenia kapłańskie. W roku 1938 z inicjatywy ojca Maksymiliana Kolbe wyjechał do Japonii, gdzie pracował przez 49 lat (Nagasaki, Nigawa, wyspa Iki). Odwiedził swą parafię i rodzinną wieś w roku 1971. W pamięci mieszkańców pozostały jego wspomnienia o Japonii i słowa wypowiedzianego przed odjazdem przesłania "Módl się i pracuj". Zmarł w grudniu 1986 w wieku 76 lat na wyspie Iki, gdzie jest pochowany.